# リポーター
リポーター（英: reporter、仏: reporteur, reporter）またはレポーターとは、現場にて取得した情報を報告する人のことである。
日本語には「記者」という言葉もあるが、カタカナとしては「レポーター」「リポーター」の双方の表記が定着している。
因みに、日本新聞協会加盟の新聞社や放送局および日本雑誌協会加盟の出版社は「リポーター」に統一している。

## 概要
「手に入れた情報の加工を伴わない情報提供者」が原義だが「自ら取材した情報」を新聞・テレビ・雑誌などマスメディアを通して一般市民に伝える人」が一般的である。
一方で、数人で結成される「取材班が取材を担当」し、リポーターは伝える部分に専念するという分業制がなされる場合もある。この場合リポーターには、より分かり易く、あるいは、より娯楽性を伴わせて伝えることが要求される。ワイドショー、情報番組、情報誌などでは、伝える部分に特化したリポーターが多く見られる。
得意とする分野ごとに住み分けられている場合も多い。
- 芸能リポーター
- 事件リポーター
- 台風（水辺が見える所や改札口）のリポーター
- バラエティ番組のリポーター
  - 『スターどっきり（秘）報告』の「寝起きどっきり」など。

- グルメリポーター
- スポーツリポーター
  - サッカーのピッチやベンチリポーター
  - 駅伝の中継所リポーター
  - 野球のベンチリポーター
  - バスケットボールやバレーボールのコートサイドリポーター
  - F1・ボートレースのピットリポーター
  - 競輪の検車場リポーター
  - オートレースのロッカーリポーター

リポーターという職業につく者の前職は、記者・アナウンサー・芸能人・モデル・アイドルなど様々であるが、日本において技術や人気があるリポーターは新聞社・テレビ局などのマスメディアに所属せず、芸能事務所に所属している場合も多い。スポーツリポーターに関しては、元選手もかなり含まれる。放送席には別にMC（司会）や実況担当者を置いていることも多い。
使用されるマイクは多様だが、中でもハンドマイクを握っていると「安心する」、「格好がつく」、などという意見がある。